# Kroatische Boerenpartij
De Kroatische Boerenpartij (Kroatisch: Hrvatska seljačka stranka, HSS) is een politieke partij in Kroatië. Tijdens de laatste verkiezingen in november 2003 kreeg de partij 7,2% van de stemmen; 10 van de 151 zetels (negen normale zetels en één minderheidszetel). De partij heeft ook een zusterpartij in Bosnië en Herzegovina.

## Geschiedenis

### 1905
Tijdens het Koninkrijk van Serven, Kroaten en Slovenen werd het de belangrijkste Kroatische partij en is ook vandaag nog een grote partij in Kroatië.
Toen Kroatië nog onder heerschappij van het koninkrijk Oostenrijk-Hongarije stond, wilde de HSS meer autonomie, rechten voor de boeren en landhervormingen. Het einde van de Eerste Wereldoorlog luidde ook het einde van de Oostenrijk-Hongaarse heerschappij in, de HSS werd erg populair onder de bevolking doordat zij een onafhankelijke Kroatische staat wilde, omdat het Koninkrijk van Serven, Kroaten en Slovenen volgens hen de facto onder leiding van Servië stond.
Hoe dan ook, het Koninkrijk kwam er en de HSS werd een oppositiepartij in het parlement. De partij was erg populair in eigen kringen maar dit was ook gelijk haar zwaktepunt; ze hadden een zware lading gelegd op de etnische kwestie.
Wat de HSS wilde, was een federale staat waarin Kroatië net zo veel rechten had als Servië. De HSS stond lijnrecht tegenover het centralisme en wilde uiteindelijk een onafhankelijke Kroatische staat. De HSS veranderde haar naam in de Kroatische Republikeinse Boerenpartij, maar in 1925 werden zij door de monarchistische autoriteiten gedwongen de naamsverandering weer terug te draaien omdat het woord “Republikein” duidde op een antimonarchistische houding.
De strategie van de HSS behelsde een boycot van de parlementaire zittingen. Dit leidde echter tot nog meer macht voor de Servische politici en ook instabiliteit en haat jegens de HSS en haar aanhangers. In 1928 voelde de Servische ultranationalist Puniša Račić zich zo beledigd door een reactie van een van HSS haar vertegenwoordigers dat hij tijdens een parlementsbijeenkomst Radić neerschoot en andere vertegenwoordigers van de HSS aanviel. Kort daarna (1929) veranderde de naam van het land in het Koninkrijk Joegoslavië en werden alle politieke partijen (tijdelijk) verboden.
In 1931 kwamen er weer wat meer politieke vrijheden, de HHS, geleid door Vladko Maček zat wederom in de oppositie. De HSS kreeg in deze periode veel steun uit alle lagen van de Kroatische bevolking, Mačeks politieke en organisatorische vaardigheden trokken vele mensen van verschillende ideologieën aan.
HSS diende als de grootste oppositiepartij in het Koninkrijk Joegoslavië; zij verloor dan wel de verkiezingen in 1938, maar nog steeds was zij een sterke partij. Onder de Dragiša Cvetković- Maček overeenkomst werd in augustus 1939 de Banovina Kroatië opgezet, een provincie met een semi-autonome status onder leiding van de HSS.

### Tussen fascisme en communisme
In april 1941 vielen de Nazi’s binnen. Sommige leden verlieten de partij om zich aan te sluiten bij de Opstand-Beweging, de linksere groep sloot zich aan bij de Partizanen. De meerderheid van de HSS-aanhangers bleef echter passief terwijl om hen heen de Opstand-Beweging, de partizanen en de royalistische Četniks elkaar bestreden om het gebied in handen te krijgen.
Na de communistische overwinning kwam de Communistische Partij van Joegoslavië aan de macht, als enige partij; andere partijen werden verboden. Het zou nog 45 jaar voordat de HSS weer aan de politiek mee kon doen. Maček vertegenwoordigde in deze periode de HSS in ballingschap, tot aan zijn dood in 1964. Juraj Krnjević nam de leiding over totdat hij in 1988 zelf overleed, slechts een jaar voordat de HSS weer mee kon doen aan de Kroatische politiek.

### Tijdens de Republiek Kroatië
Met de invoering van het meerpartijenstelsel in 1990 had de HSS weer een kans om haarzelf aan haar aanhangers te vertegenwoordigen in de Kroatische politiek, na de eerste verkiezingen in de Republiek Kroatië kreeg de partij enkele zetels in het Kroatische parlement. Tot aan de parlementsverkiezingen in 2000 bleven zij in de oppositie. In 2000 kreeg de partij enkele ministerposten, als dank aan hun medewerken aan de coalitie geleid door de Sociaaldemocratische Partij van Kroatië.
De HSS ziet zichzelf thans als een linkse Europese partij die streeft naar een pro-agrarisch beleid en meer overheidsbemoeienis in de markt. Op sociaal gebied is de HSS redelijk conservatief en vindt de christelijke moraliteit in het alledaagse leven erg belangrijk.